# Geleira Okjökull

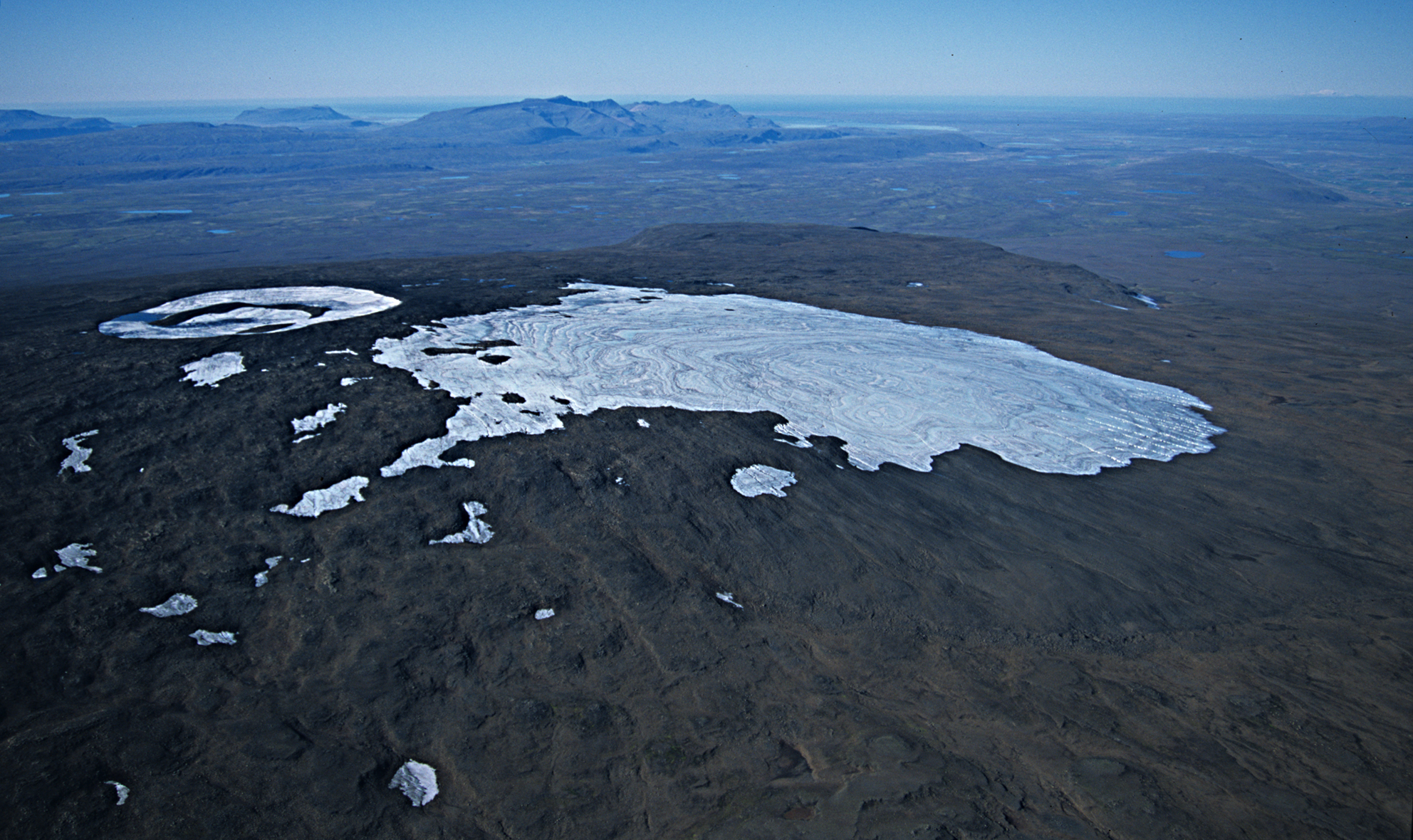
Okjökull em setembro de 2003. Foto: Oddur Sigurðsson

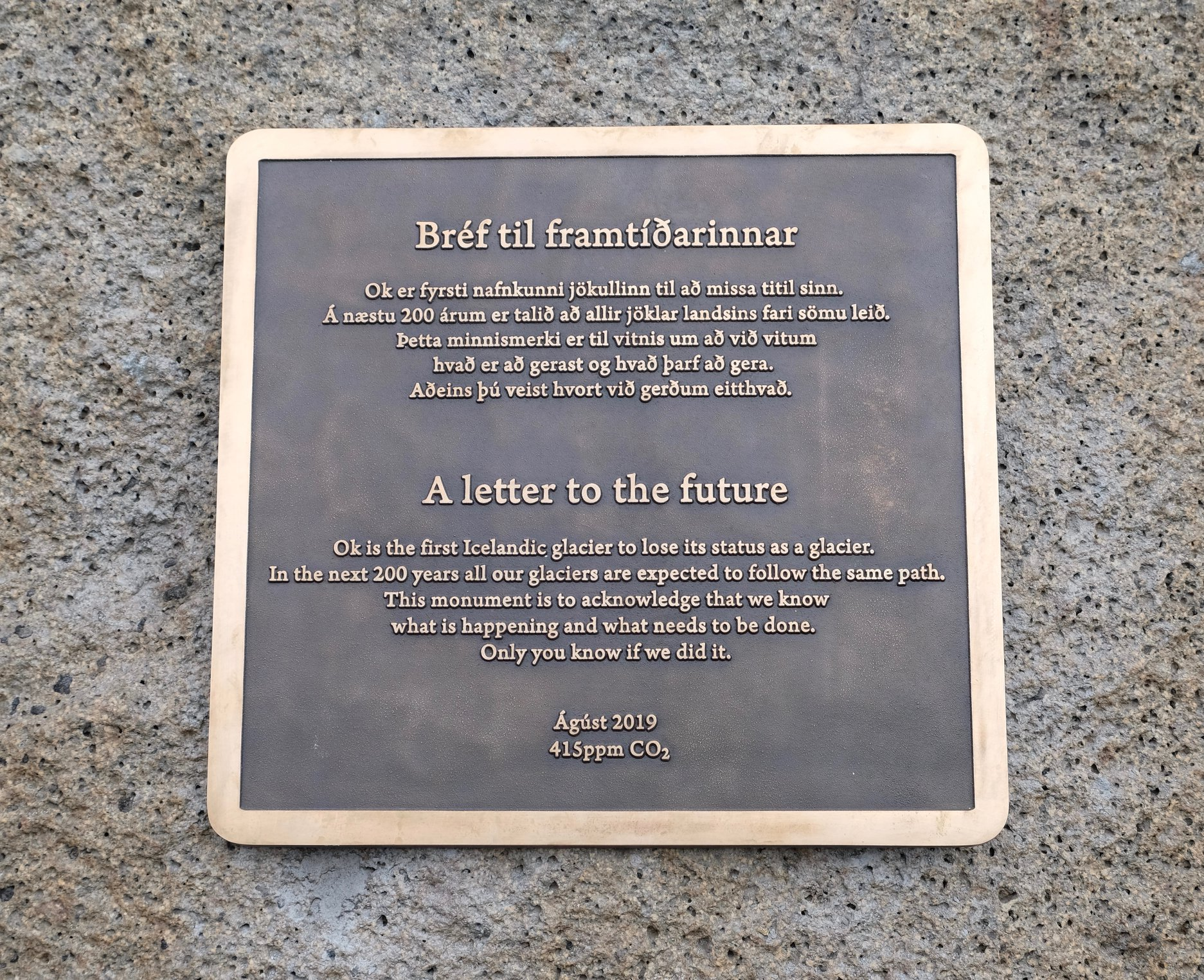
Placa no monumento. Foto: Universidade Rice

Okjökull (pronúncia em islandês: [ˈɔkˌjœːkʏtl̥], geleira Ok) era uma geleira no oeste da Islândia no topo do vulcão escudo Ok.
Ok está localizado a nordeste de Reykjavík. A geleira foi declarada morta em 2014 pelo glaciologista Oddur Sigurðsson. Em 2018, os antropólogos Cymene Howe e Dominic Boyer, da Rice University, filmaram um documentário sobre sua perda, Not Ok, e propuseram uma placa comemorativa. A placa foi instalada em 18 de agosto de 2019, com uma inscrição escrita por Andri Snær Magnason, intitulada "Uma carta para o futuro", em islandês e inglês:
Uma carta para o futuro

O Ok é o primeiro glaciar da Islândia a perder o seu estatuto de glaciar.

Nos próximos 200 anos, todos os nossos glaciares deverão seguir o mesmo caminho.

Este monumento é para reconhecer que sabemos

o que está a acontecer e o que é preciso fazer.

Só tu saberás se o fizemos.

No final está a leitura do dióxido de carbono atmosférico global para aquele mês: 415 ppm. A cerimônia contou com a presença de Katrín Jakobsdóttir, a primeira-ministra da Islândia; Guðmundur Ingi Guðbrandsson, Ministro do Meio Ambiente; e Mary Robinson, ex-presidente da Irlanda. A colocação da placa visa aumentar a conscientização sobre o declínio das geleiras da Islândia devido ao aquecimento global. Antes da cerimônia, o NASA Earth Observatory twittou imagens de Okjökull em 1986 e 2019.
A placa memorial de Okjökull pode ser encontrada nas coordenadas N 64°35.498' W 020°52.253' a uma altitude de 1.114 metros.